# Jorge Nagore
Jorge Nagore Arbizu, nacido el 27 de septiembre de 1971 en Irurzun (Navarra), es un jugador español de pelota vasca en la modalidad de mano, conocido profesionalmente como Nagore.
A lo largo de su andadura profesional destacó en el cuatro y medio, logrando tres txapelas del Cuatro y Medio, siendo derrotado en otras dos finales, y un campeonato navarro de la modalidad. También destaca en su palmarés un campeonato en el mano parejas en 1999 junto con Inaxio Errandonea en la zaga. 
En sus últimos años de profesional juega para las empresas de pelota Frontis y Garfe 11, que tratan de ser una alternativa de segundo nivel dentro de la pelota mano profesional.
Es hermano del futbolista profesional Txomin Nagore.

## Final de mano parejas
| Año      | Campeones           | Subcampeones             | Tanteo | Frontón   |
| -------- | ------------------- | ------------------------ | ------ | --------- |
| 1999 (1) | Nagore - Errandonea | Berasaluze VIII - Beloki | 22-17  | Atano III |

(1) En la edición de 1999 se disputaron dos torneos por la falta de acuerdos entre las dos empresas de pelota mano, ASPE y Asegarce.

## Finales del Cuatro y Medio
| Año  | Campeón | Subcampeón | Tanteo | Frontón |
| ---- | ------- | ---------- | ------ | ------- |
| 1995 | Nagore  | Unanue     | 22-18  | Ogueta  |
| 1996 | Arretxe | Nagore     | 22-08  | Ogueta  |
| 1998 | Nagore  | Eugi       | 22-11  | Ogueta  |
| 2000 | Eugi    | Nagore     | 22-05  | Labrit  |
| 2003 | Nagore  | Titín III  | 22-15  | Ogueta  |